# Wassmer WA-50
Wassmer WA-50 ist eine Serie von Kleinflugzeugen des französischen Herstellers Wassmer Aviation in Issoire. Es sind vier viersitzige Tiefdecker mit gleicher Grundkonstruktion und unterschiedlichen Motorisierungen. Die WA-50 war das weltweit erste Flugzeug, das vollständig aus GFK gefertigt wurde. Neben dem Prototyp WA-50 wurden die Versionen WA-51 Pacific, WA-52 Europa und WA-54 Atlantic produziert.

## Geschichte
Wassmer begann 1962 mit der Entwicklung eines Leichtflugzeugs aus Kunststoff. Die Maschine sollte wartungsfreundlich, kostengünstig und langlebig sein. Zielgruppe waren Privatkunden. Im März 1966 erfolgte der Erstflug des Prototyps WA-50, der von einem Lycoming-O-320-Triebwerk mit 112 kW angetrieben wurde und über ein Einziehfahrwerk verfügte. Anschließend begann die Serienfertigung der WA-51 Pacific, die mit einem starren Bugfahrwerk ausgestattet war. Gleichzeitig wurde die WA-52 Europa mit einem Lycoming O-320 mit 119 kW und Verstellpropeller produziert. Die WA-53 sollte eine Version mit einem 92-kW-Triebwerk werden, wurde allerdings nicht verwirklicht. Ab 1973 stellte Wassmer die Produktion auf die WA-54 Atlantic um. Dieses Flugzeug verfügte über einen größeren Gepäckraum und wurde von einem Lycoming O-360 mit 134 kW angetrieben. Des Weiteren wurde das Fahrwerk überarbeitet. 1977 wurde die Produktion der WA-54 aufgrund der Insolvenz von Wassmer eingestellt. Bis dahin wurden 190 Exemplare aller WA-50-Modelle hergestellt.

## Unfälle
- Am 1. Mai 1999 startete eine WA-54 Atlantic zu einem Platzrundenflug vom Flugplatz Schönhagen. Ungefähr 900 Meter hinter der Startbahn fiel das Triebwerk in einer Höhe von etwa 50 Metern aus. Der Pilot leitete eine Rechtskurve ein, bei der es zu einem Strömungsabriss kam. Das Flugzeug kippte nach rechts, prallte hart auf dem Boden auf und geriet kurz danach in Brand. Pilot und Passagier konnten sich schwer verletzt aus dem Wrack retten.[3]

- Am 31. März 2005 geriet eine WA-52 Pacific bei einem Übungsflug in eine unkontrollierte Fluglage und stürzte in der Nähe von Rhede im Emsland auf einen Acker. Der Pilot und sein Passagier wurden bei dem Unfall schwer verletzt.[4]

- Am 14. Januar 2006 fiel bei einer WA-52 Pacific in der Nähe von Naarden in den Niederlanden das Triebwerk aus. Bei der folgenden Notlandung wurden Pilot und Passagier leicht verletzt.[4]

- Am 3. September 2010 flog eine WA-54 Atlantic mit dem Piloten und einem Passagier an Bord von Oehna nach Kempten. Nachdem der Pilot die Platzrunde von Kempten erreicht hatte, meldete er dem Flugleiter über Funk, dass er den Platz nicht in Sicht habe. Der Flugleiter, der seinerseits das Flugzeug in Sicht hatte, riet dem Piloten nach Norden zu fliegen und kurz darauf meldete der Pilot den Platz in Sicht. Zwanzig Sekunden später meldete der Pilot wiederum den Verlust des Sichtkontakts zum Platz. Nach einem weiteren Hinweis des Flugleiters meldete der Pilot abermals den Platz in Sicht. Zeugen zufolge flog das Flugzeug sehr tief und langsam in Richtung Flugplatz. Circa eine Meile vor dem Beginn der Landebahn machte der Pilot eine Kursänderung Richtung Westen und das Flugzeug stürzte daraufhin ab. Der 69-jährige Pilot und sein Passagier wurden bei dem Unfall getötet. Die BFU führte den Unfall darauf zurück, dass der Pilot bei der Suche nach dem Platz die stetige Geschwindigkeitsabnahme in niedriger Flughöhe nicht bemerkte und bei einer abrupten Richtungsänderung vor einem Hindernis die Kontrolle über das Flugzeug verlor.[5]

## Technische Daten

Dreiseitenansicht WA-54 Atlantic

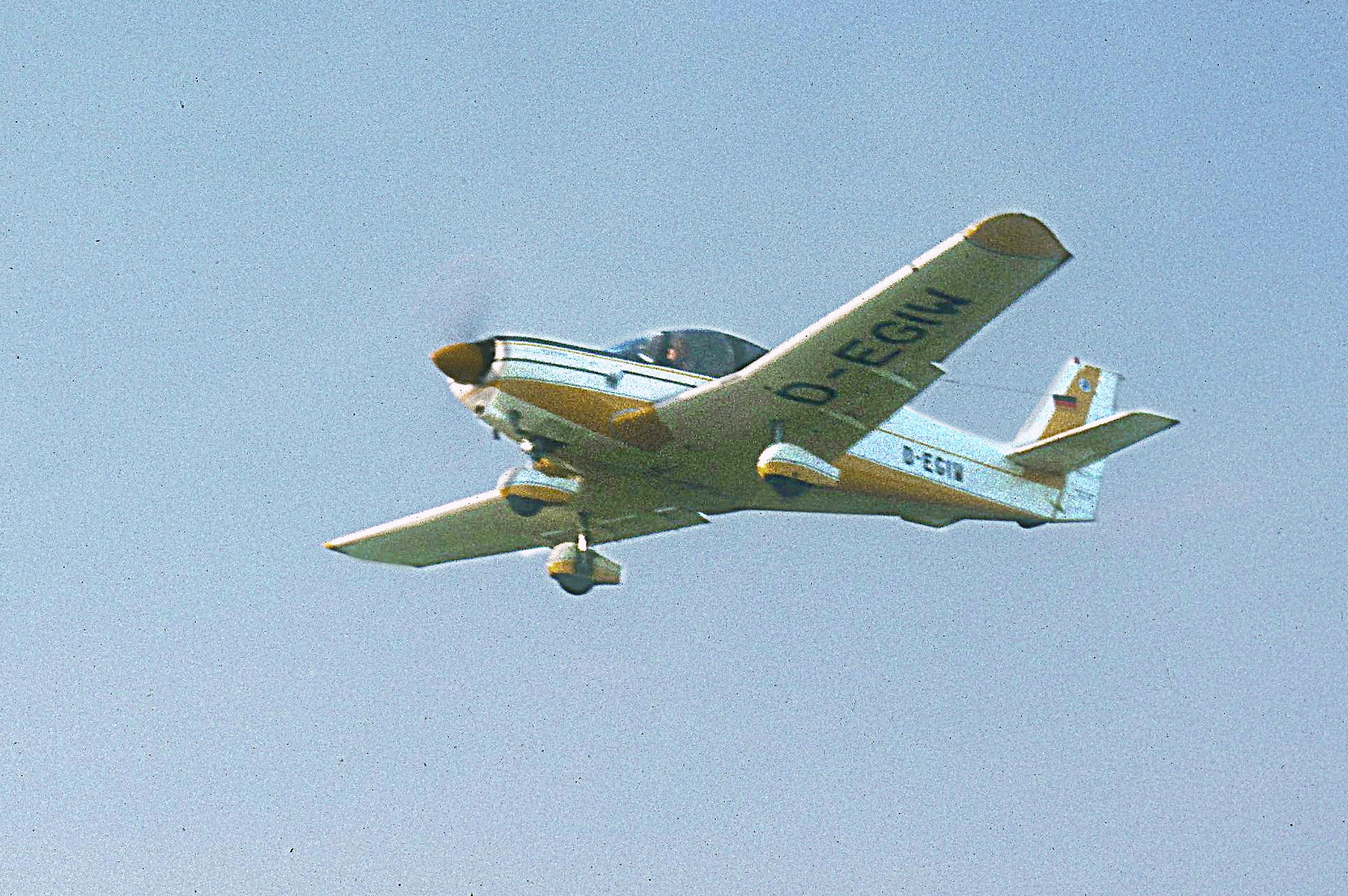
Wassmer WA-52 (um 1975)

| Kenngröße                                         | WA-51 Pacific      | WA-52 Europa        | WA-54 Atlantic  |
| ------------------------------------------------- | ------------------ | ------------------- | --------------- |
| Besatzung                                         | 1                  | 1                   | 1               |
| Passagiere                                        | 3                  | 3                   | 3               |
| Länge                                             | 7,5 m              | 7,5 m               | 7,5 m           |
| Spannweite                                        | 9,4 m              | 9,4 m               | 9,4 m           |
| Höhe                                              | 2,1 m              | 2,1 m               | 2,26 m          |
| Flügelfläche                                      | 12,4 m²            | 12,4 m²             | 12,4 m²         |
| Flügelstreckung                                   | 7,1                | 7,1                 | 7,1             |
| Leermasse                                         | 590 kg             | 590 kg              | 630 kg          |
| max. Startmasse                                   | 1040 kg            | 1060 kg             | 1130 kg         |
| höchstzulässige Belastung                         | 3,6 g / −1,9 g     | 3,6 g / −1,9 g      | 3,6 g / −1,9 g  |
| Triebwerk                                         | Lycoming O-320-E2A | Lycoming IO-320-B1A | Lycoming O-360A |
| Leistung                                          | 112 kW (152 PS)    | 119 kW (162 PS)     | 134 kW (182 PS) |
| Reisegeschwindigkeit                              | 137 kn             | 141 kn              | 146 kn          |
| Höchstgeschwindigkeit                             | 154 kn             | 158 kn              | 163 kn          |
| Überziehgeschwindigkeit bei ausgefahrenen Klappen | 58 kn              | 58 kn               | 60 kn           |
| Überziehgeschwindigkeit bei eingefahrenen Klappen | 65 kn              | 67 kn               | 66 kn           |
| Tankinhalt                                        | 2 × 75 Liter       | 2 × 75 Liter        | 2 × 75 Liter    |
| Reichweite                                        | 910 km             | 910 km              | 900 km          |